# Coupe d'Arménie de football 1998
Navigation
Coupe d'Arménie 1996-1997 Coupe d'Arménie 1999
La Coupe d'Arménie 1998 est la 7e édition de la Coupe d'Arménie depuis l'indépendance du pays. Elle prend place entre le 6 mars et le 31 mai 1998.
Un total de dix-sept équipes participe à la compétition, correspondant à l'ensemble des dix clubs de la première division 1998 auxquels s'ajoutent sept équipes du deuxième échelon.
La compétition est remportée par le Tsement Ararat qui s'impose contre le FC Erevan à l'issue de la finale pour gagner sa première coupe nationale. Cette victoire permet au Tsement de réaliser le doublé Coupe-championnat, ainsi que de se qualifier pour la Coupe des coupes 1998-1999 et l'édition 1998 de la Supercoupe d'Arménie.

## Tour préliminaire
Ce tour concerne uniquement l'Alashkert FC et le SKVV Erevan qui s'affrontent en confrontation unique le 6 mars 1998.
| Date        | Locaux            | Score | Visiteurs        |
| ----------- | ----------------- | ----- | ---------------- |
| 6 mars 1998 | Alashkert FC (D2) | 0 - 2 | (D2) SKVV Erevan |

## Huitièmes de finale
Les matchs aller sont disputés le 10 mars 1998, et les matchs retour le 15 mars suivant.
| Équipe 1                | Score   | Équipe 2                  | Aller   | Retour  |
| ----------------------- | ------- | ------------------------- | ------- | ------- |
| Shirak Gyumri (D1)      | 8 - 2   | (D2) Shirak-2 Gyumri      | 5 - 0   | 3 - 2   |
| FC Spitak (D2)          | 0 - 3   | (D1) Ararat Erevan        | 0 - 0   | 0 - 3   |
| Pyunik Erevan (D1)      | 3 - 1   | (D2) Zvartnots-AAL Erevan | 2 - 1   | 1 - 0   |
| Erebuni Erevan (D1)     | 16 - 0  | (D2) Dinamo Erevan        | 5 - 0   | 11 - 0  |
| Dvin Artachat (en) (D1) | 2 - 6   | (D1) FC Erevan            | 1 - 3   | 1 - 3   |
| Tsement Ararat (D1)     | Forfait | (D2) Lori Vanadzor        | Forfait | Forfait |
| SKVV Erevan (D2)        | Forfait | (D1) Kotayk Abovian       | Forfait | Forfait |
| Karabakh Erevan (D1)    | Forfait | (D1) Aragats Gyumri (en)  | Forfait | Forfait |

## Quarts de finale
Les matchs aller sont disputés les 10 et 11 avril 1998, et les matchs retour le 25 avril suivant.
| Équipe 1             | Score | Équipe 2            | Aller | Retour |
| -------------------- | ----- | ------------------- | ----- | ------ |
| Ararat Erevan (D1)   | 1 - 5 | (D1) FC Erevan      | 0 - 3 | 1 - 2  |
| SKVV Erevan (D2)     | 0 - 7 | (D1) Erebuni Erevan | 0 - 4 | 0 - 3  |
| Tsement Ararat (D1)  | 2 - 1 | (D1) Shirak Gyumri  | 1 - 1 | 1 - 0  |
| Karabakh Erevan (D1) | 1 - 6 | (D1) Pyunik Erevan  | 1 - 5 | 0 - 1  |

## Demi-finales
Les demi-finales sont disputées en confrontations uniques le 9 mai 1998.
| Date       | Locaux              | Score | Visiteurs           |
| ---------- | ------------------- | ----- | ------------------- |
| 9 mai 1998 | FC Erevan (D1)      | 0 - 0 | (D1) Pyunik Erevan  |
| 9 mai 1998 | Erebuni Erevan (D1) | 0 - 1 | (D1) Tsement Ararat |

1. ↑  Le FC Erevan est déclaré vainqueur par tirage au sort.

## Finale
La finale de cette édition oppose le Tsement Ararat au FC Erevan. Les deux équipes disputent leur première finale de coupe à cette occasion.
La rencontre est disputée le 31 mai 1998 au stade Hrazdan d'Erevan. Le Tsement ouvre le score peu après la demi-heure de jeu par l'intermédiaire de Gagik Manukyan (en) à la 32e minute avant qu'Armen Sarkisyan ne porte le score à 2-0 cinq minutes plus tard. La deuxième période voit Norayr Barsegyan inscrire un troisième but pour le Tsement à la 66e minute tandis qu'Arthur Minasyan (en) réduit le score en fin de rencontre, ce qui n'empêche pas le Tsement de remporter sa première coupe nationale.
| Entraîneur :            |
| Varuzhan Sukiasyan (en) |

| Entraîneur :          |
| Samvel Darbinyan (en) |

| Entraîneur :            |
| Varuzhan Sukiasyan (en) |

| Entraîneur :          |
| Samvel Darbinyan (en) |